# Pinanga decora
Pinanga decora là loài thực vật có hoa thuộc họ Arecaceae. Loài này được L.Linden & Rodigas miêu tả khoa học đầu tiên năm 1886.